# Vandenesse
Pour les articles homonymes, voir Vandenesse (homonymie).
Vandenesse est une commune française située dans le département de la Nièvre, dans le pays du Bazois en Bourgogne, région administrative de Bourgogne-Franche-Comté.
Vandenesse est limitrophe du parc naturel régional du Morvan.

## Géographie

### Situation
Vandenesse est un village du Nivernais situé en bordure sud-ouest du parc naturel régional du Morvan.
Sa préfecture Nevers est à 55 km à l'ouest et son chef-lieu de canton Luzy à 26 km au sud-est. D'autres grandes villes proches sont Dijon (140 km au nord-est, de l'autre côté du parc du Morvan), Montceau-les-Mines (70 km au sud-est) ou Chalon-sur-Saône (111 km à l'est-sud-est).
Le port de la Loire le plus proche est Decize à 26 km au sud-ouest.
La commune  fait partie de la zone d'emploi de Nevers et du bassin de vie  de Château-Chinon

### Communes limitrophes
Les communes limitrophes sont  Isenay, Limanton, Montaron, Moulins-Engilbert, Préporché, Rémilly, Saint-Honoré-les-Bains et Sémelay.

### Géologie et relief
La superficie de la commune est de 32,49 km2 ; son altitude varie de 202  à   267 mètres.

### Hydrographie

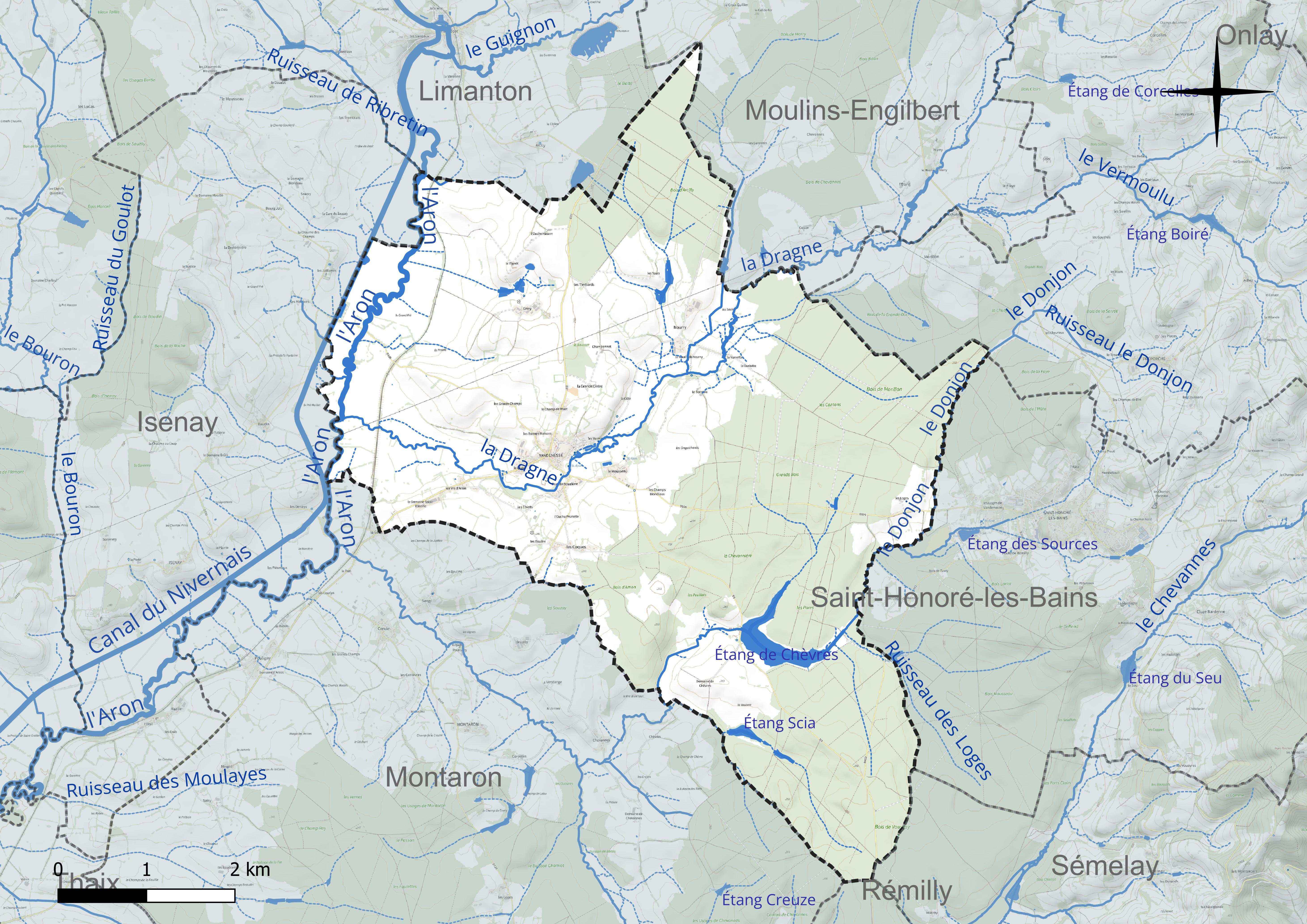
Carte hydrographique de la commune.

Le canal du Nivernais marque la limite de communes au nord-ouest avec Isenay sur environ 1,3 km. Il emprunte la vallée de l'Aron, affluent de la Loire, qui passe sur la commune (également au nord-ouest).
La commune est traversée dans le sens nord-est/sud-ouest puis est/ouest par la Dragne, un affluent de l'Aron. Dans sa partie amont sur la commune, la Dragne se divise en plusieurs bras et collecte un dense réseau de petites rigoles, dont celle provenant des deux étangs des Tours à 500 m au nord de Nourry.

### Climat
Pour des articles plus généraux, voir Climat de la Bourgogne-Franche-Comté et Climat de la Nièvre.
En 2010, le climat de la commune est de type climat océanique dégradé des plaines du Centre et du Nord, selon une étude du Centre national de la recherche scientifique s'appuyant sur une série de données couvrant la période 1971-2000. En 2020, Météo-France publie une typologie des climats de la France métropolitaine dans laquelle la commune est exposée à un climat océanique altéré et est dans la région climatique Centre et contreforts nord du Massif Central, caractérisée par un air sec en été et un bon ensoleillement.
Pour la période 1971-2000, la température annuelle moyenne est de 11 °C, avec une amplitude thermique annuelle de 16,4 °C. Le cumul annuel moyen de précipitations est de 893 mm, avec 12,2 jours de précipitations en janvier et 7,9 jours en juillet. Pour la période 1991-2020, la température moyenne annuelle observée sur la station météorologique de Météo-France la plus proche, « Fours », sur la commune de Fours à 11 km à vol d'oiseau, est de 11,4 °C et le cumul annuel moyen de précipitations est de 904,1 mm. 
La température maximale relevée sur cette station est de 40,8 °C, atteinte le 5 août 2003 ; la température minimale est de −13,2 °C, atteinte le 24 décembre 2001,,.
Les paramètres climatiques de la commune ont été estimés pour le milieu du siècle (2041-2070) selon différents scénarios d'émission de gaz à effet de serre à partir des nouvelles projections climatiques de référence DRIAS-2020. Ils sont consultables sur un site dédié publié par Météo-France en novembre 2022.

## Urbanisme

### Typologie
Au 1er janvier 2024, Vandenesse est catégorisée commune rurale à habitat dispersé, selon la nouvelle grille communale de densité à sept niveaux définie par l'Insee en 2022.
Elle est située hors unité urbaine et hors attraction des villes,.

### Occupation des sols

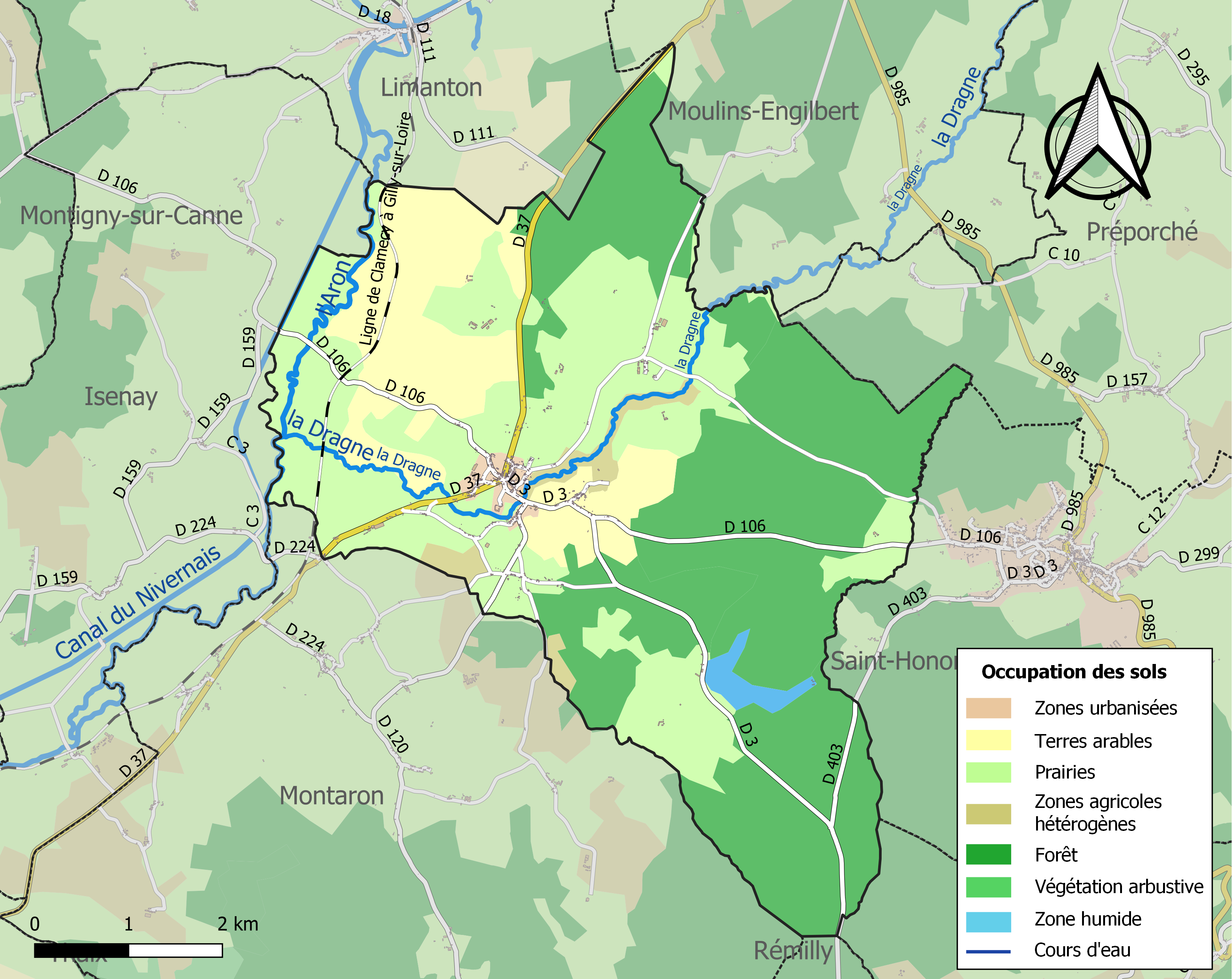
Carte des infrastructures et de l'occupation des sols de la commune en 2018 (CLC).

L'occupation des sols de la commune, telle qu'elle ressort de la base de données européenne d’occupation biophysique des sols Corine Land Cover (CLC), est marquée par l'importance des territoires agricoles (51,2 % en 2018), une proportion identique à celle de 1990 (51,2 %). La répartition détaillée en 2018 est la suivante : forêts (46,7 %), prairies (33,9 %), terres arables (15,1 %), zones agricoles hétérogènes (2,3 %), zones urbanisées (1,1 %), eaux continentales (1 %). L'évolution de l’occupation des sols de la commune et de ses infrastructures peut être observée sur les différentes représentations cartographiques du territoire : la carte de Cassini (XVIIIe siècle), la carte d'état-major (1820-1866) et les cartes ou photos aériennes de l'IGN pour la période actuelle (1950 à aujourd'hui).

### Lieux-dits, hameaux et écarts
Les principaux lieux-dits de Vandenesse sont : Chèvres, les Coques, Givry, Grand Ceintre, le Mousseau, Nourry, le Terreau, les Thiots, les Timbards et les Vis-d'Aron.
Dans la boite déroulante qui suit, les hameaux suivis d'une astérisque sont indiqués sur la carte de Cassini (établie vers 1745) ; le cas échéant, l'orthographe passée différente est indiquée entre parenthèses. Les hameaux disparus depuis sont entre crochets : [(hameau)]*.
Nourry est indiqué comme village détruit sur la carte de Cassini, à côté d'une ferme nommée Gautier, elle aussi déjà détruite à l'époque mais qui, elle, ne s'est pas relevée de ses ruines. Un petit hameau nommé Dutour a été remplacé par Rue de Boudière. Un moulin à eau nommé la M...? (illisible) se trouvait sur la Dragne à peu près à l'endroit de l'ancienne carrière juste au nord du Musseau. Une autre maison au nom illisible (Vieille ...?), disparue de nos jours, se trouvait à environ 1 km à l'ouest de Givry.
Sur la D 106 à 850 m des Grands Champs en s'éloignant de Vandenesse, se trouve sur la gauche de la route une petite maison non nommée. Elle est également indiquée et non nommée sur la carte de Cassini ; mais la carte d’état-major du XIXe siècle lui donne le nom de Sol de Vouavre. 400 m plus loin, toujours sur la gauche de la route, se trouvait une autre maison au XIXe siècle : la Verrerie, absente de la carte de Cassini aussi bien que de la carte actuelle.
Un autre hameau également appelé Chèvres se trouve sur la commune de Montaron, à 800 m au sud-ouest du domaine de Chèvres sur Vandenesse.

### Habitat et logement
En 2020, le nombre total de logements dans la commune était de 296, alors qu'il était de 294 en 2015 et de 285 en 2010.
Parmi ces logements, 49 % étaient des résidences principales, 31,1 % des résidences secondaires et 19,9 % des logements vacants. Ces logements étaient pour 99 % d'entre eux des maisons individuelles et pour 1 % des appartements.
Le tableau ci-dessous présente la typologie des logements à Vandenesse en 2020 en comparaison avec celle de la Nièvre et de la France entière. Une caractéristique marquante du parc de logements est ainsi une proportion de résidences secondaires et logements occasionnels (31,1 %) supérieure à celle du département (15,2 %) et à celle de la France entière (9,7 %).
| Typologie                                               | Vandenesse | Nièvre | France entière |
| ------------------------------------------------------- | ---------- | ------ | -------------- |
| Résidences principales (en %)                           | 49         | 70,9   | 82,1           |
| Résidences secondaires et logements occasionnels (en %) | 31,1       | 15,2   | 9,7            |
| Logements vacants (en %)                                | 19,9       | 14     | 8,2            |

## Toponymie
Le nom de la commune vient du nom d'homme gaulois Vindonnus, auquel s'ajoute le suffixe issa. La première mention connue du nom de Vandenesse date de 1183.
Le nom de Vandenesse ne se retrouve qu’en Bourgogne : Vandenesse-en-Auxois (Côte-d'Or), Vendenesse-sur-Arroux et Vendenesse-lès-Charolles (Saône-et-Loire).

## Histoire
Le village est érigé en paroisse (« Vendenossa ») en 1032 par Hugues II de Champallement, évêque de Nevers de 1013 à 1065. Sur la carte du duché, dessinée à la demande du duc de Nevers, par Hendrik Hondius II (De Hond) (1597-1651 ; fils cadet de Jodocus Hondius), est en effet représenté le village de Vendenesse. Cette seigneurie est érigée en marquisat par lettres patentes de Louis XIV en 1663 au profit de Louis du Bois de Fiennes, marquis de Leuville.
La commune, instituée par la Révolution française, absorbe dès 1790-1794 celle de Nourry.

### Foires
Les foires se tenaient le 25 février, le lundi de Pâques, le 14 septembre et le dernier jeudi/dimanche de novembre, jour de la Saint-André, patron du village et de la Bourgogne. Le marché avait lieu chaque vendredi.

### Routes
Vandenesse est située sur le passage d’une très ancienne route allant de Decize (ville gallo-romaine mentionnée par Jules César) à Moulins-Engilbert (via Commagny et son prieuré) et à Château-Chinon. Cette voie de passage est à la limite sud du Bazois, en bordure ouest du Morvan et à l’est des collines du Nivernais. Elle est mentionnée sur la fameuse carte de Cassini datant du XVIIIe siècle. Cette route traversait le bourg dans sa totalité.
Cette voie, Decize - Château-Chinon à la hauteur de Cercy-la-Tour, n’utilisait pas son tracé actuel car elle franchissait la rivière Alène à deux kilomètres en amont du pont actuel par un gué (dit ‘gallo-romain’) entre le village (devenu hameau) de Codes et celui de Couëron.
Ces voies n'étaient pas empierrées, la seule route empierrée dans le voisinage étant la route royale reliant Moulins (en Bourbonnais) à Autun. On y utilisait des bœufs de race locale (du Morvan) ou de race salers (Mauriac) ou bien limousine, cette dernière étant appréciée par son aptitude au travail. Les ponts de pierre n'ont remplacé les gués qu'à partir du XIXe siècle. Vandenesse est aujourd'hui une commune dotée de quatre feux de signalisation.

### Canal
Le 1er mars 1841, le canal du Nivernais, d'une longueur de 174 km d'Auxerre à Saint-Léger-des-Vignes (Decize), commencé en 1784, est inauguré et mis en service dans sa totalité. Il sert surtout à transporter du bois vers Paris par la vallée de l’Yonne. C’est l’un des trois canaux reliant le bassin de la Seine à celui de la Loire (canaux de Briare (1642), d’Orléans (1692) et du Nivernais). Il se raccorde à Decize au canal latéral de la Loire (construit de 1827 à 1838). Le gabarit du canal du Nivernais est le gabarit Becquey, légèrement plus petit que le gabarit Freycinet, gabarit classique des canaux français. Ce canal du Nivernais suit la vallée de l'Aron (longue de 68 km) sur sa rive droite, du côté où le nombre d'affluents à franchir est moindre.

### Chemins de fer
Le 11 juillet 1866, la ligne de Nevers à Chagny à voie normale de la Compagnie des chemins de fer de Paris à Lyon et à la Méditerranée atteint Cercy-la-Tour à onze kilomètres du bourg de Vandenesse. Il est alors possible de rejoindre par un moyen de transport moderne Nevers à 52 km (atteint par le rail en 1850 via Saincaize), Bourges (1847), Moulins (1853) et Paris (gare de Lyon) via Gien (1861) à 253 km. L’année suivante, le 16 septembre 1867, la voie ferrée est prolongée entre Cercy et Chagny (1849) via Le Creusot, ce qui permet d’accéder à Dijon et à Lyon. La ligne est à l'origine à voie unique, la deuxième voie est mise en service sur la totalité du parcours Nevers-Montchanin le 5 août 1882.
Le 24 juin 1878 est mise en service la ligne de Clamecy à Gilly-sur-Loire passant à Vandenesse de 84 km à voie unique Cercy-Clamecy (1870) permettant de rejoindre Auxerre et Paris (par Laroche-Migennes). La gare de Vandenesse-Saint Honoré se trouve alors à 301 km de Paris via Auxerre contre 314 km via Nevers.
Le 19 juin 1884 est mise en service la ligne de 43 km à voie unique de Cercy à Gilly-sur-Loire, se raccordant à celle de Moulins (Allier) à Paray-le-Monial, ce qui permet de rejoindre la ville thermale de Bourbon-Lancy et Roanne. Cette petite ligne aujourd'hui déferrée connut un trafic important à la Libération en 1944 car, à la suite des destructions, elle était alors la seule voie de chemin de fer entre Paris et Lyon : le parcours était de Paris à Nevers par la ligne dite du Bourbonnais (via Montargis et Gien), le pont de Nevers sur la Loire était coupé, les trains empruntaient la ligne de Cercy-la-Tour, puis Gilly-sur-Loire, Paray-le-Monial, Lozanne puis Lyon.
Le 9 septembre 1889 est mise en service la ligne en antenne de 23 km à voie unique de la ligne de Tamnay-Châtillon à Château-Chinon. Vandenesse est alors reliée à sa sous-préfecture.
De 1904 à 1936, le chemin de fer d'Autun à Château-Chinon, dit Le Tacot, une ligne de chemin de fer secondaire à voie métrique un chemin de fer à voie métrique de la compagnie des chemins de fer d'intérêt local de Saône-et-Loire puis de la régie départementale de Saône-et-Loire, de 50 km reliait Château-Chinon à Autun.
Toutes ces lignes à voies uniques sont à trafic omnibus, c’est-à-dire que les trains s'arrêtaient dans toutes les gares.
Avant la Première Guerre mondiale, il y a trois allers-retours Cercy - Clamecy par jour et un aller-retour Cercy - Château-Chinon.
Entre les deux guerres mondiales, des voitures directes (sans changement) sont mises en service entre Paris et Cercy via Auxerre, avec arrêt à Vandenesse, permettant aux curistes de rejoindre facilement la station thermale de Saint-Honoré-les-Bains.
Le service voyageur par voie ferrée cesse le 5 octobre 1952 sur la ligne passant à Vandenesse. Le trafic voyageurs est alors transféré par voie routière (autocars de la société Ligonie).
Néanmoins, cette ligne ferroviaire reste ouverte dans sa totalité de son parcours (ce qui est maintenant rare en France) pour le service marchandises grâce à l’importante carrière de porphyre de Picampoix à Sardy-lès-Épiry qui fournit du ballast à des lignes de chemins de fer (en construction telles les lignes TGV ou existantes en renouvellement de ballast) et à des autoroutes en construction.

### PTT et réseaux
À partir d'avril 1830, le courrier arrive du bureau de Moulins-Engilbert ; en 1867, un bureau de poste est établi dans le village. L'électricité est arrivée dans les années 1920, l'eau courante et les égouts début 1965. Un relais de téléphonie portable a été mis en service en 2008.

### Autres
Vandenesse est la commune du canton de Moulins-Engilbert qui a connu la plus forte activité économique non agricole. Ainsi le village possède, en 1723, une verrerie et, au XVIIIe siècle, des carrières, des mines, des forges, un fourneau de métallurgie, un foulon, une huilerie et des moulins, un couvent de religieuses (dominicaines des Campagnes) fermé vers 1970.
À la fin du XIXe siècle, la commune se tourne essentiellement vers l'agriculture et l’élevage. Au cours du XXe siècle, les activités industrielles et artisanales s’arrêtent, le village se dépeuple.
Il y avait à Vandenesse : 
- du charbon de bois à profusion provenant des nombreuses forêts environnantes,
- des carrières d’oolithes ferrugineuses donnant du fer (sur la route de Saint-Honoré, à Pouligny (commune de Montaron), à Isenay, au Vernay (commune de Sémelay),
- du feldspath provenant d’une carrière aux Mouillas près du hameau de la Queudre, trois kilomètres à l’est de Saint-Honoré dans le massif granitique du Morvan et qui permettait d’obtenir du verre et de la céramique, de l’argile et de l’eau en abondance.

Des charrois tirés par des bœufs transportaient toutes ces substances à Vandenesse. Le fourneau était situé au pont de la Dragne (actuellement au 8, route de Saint-Honoré). Il devait être assez important puisqu’il est indiqué en toutes lettres sur la carte de Cassini.
Un deuxième fourneau fut créé par Hélie-Augustin de Talleyrand-Périgord (1788-1879) prince de Chalais en 1805 sur la digue de l’étang artificiel de Chèvres (sur la route de Rémilly). Il fut fermé en 1854 et est encore visible dans la digue de l'étang de Chèvres. Une tentative d’installation d’une centrale hydro-électrique au début du XXe siècle y laissa (jusqu'en 2000) des poteaux en ciment pour apporter l’électricité en triphasé sur les cinq kilomètres séparant l’usine du bourg.

## Politique et administration...

### Rattachements administratifs et électoraux

#### Rattachements administratifs
La commune se trouve dans l'arrondissement de Château-Chinon du département de la Nièvre
Elle faisait partie depuis 1793 du canton de Moulins-Engilbert. Dans le cadre du redécoupage cantonal de 2014 en France, cette circonscription administrative territoriale a disparu, et le canton n'est plus qu'une circonscription électorale.

#### Rattachements électoraux
Pour les élections départementales, la commune fait partie depuis 2014 du canton de Luzy
Pour l'élection des députés, elle fait partie de la deuxième circonscription de la Nièvre.

### Intercommunalité
Vandenesse était membre de la communauté de communes du Sud Morvan, un établissement public de coopération intercommunale (EPCI) à fiscalité propre créé fin 2005  et auquel la commune avait transféré un certain nombre de ses compétences, dans les conditions déterminées par le code général des collectivités territoriales.
Dans le cadre des dispositions de la loi portant nouvelle organisation territoriale de la République du 7 août 2015, qui prévoit que les établissements publics de coopération intercommunale (EPCI) à fiscalité propre doivent avoir un minimum de 15 000 habitants, cette intercommunalité a fusionné avec ses voisines pour former, le 1er janvier 2017, la communauté de communes Bazois Loire Morvan, dont est désormais membre la commune

### Liste des maires
| Période                                  | Période                        | Identité         | Étiquette | Qualité                                                 |
| ---------------------------------------- | ------------------------------ | ---------------- | --------- | ------------------------------------------------------- |
| Les données manquantes sont à compléter. |                                |                  |           |                                                         |
|                                          |                                |                  |           |                                                         |
| 1800                                     | 1805                           | Guillaume Tollet |           | Évêque de Nevers, ancien curé de Vandenesse Maire nommé |
|                                          |                                |                  |           |                                                         |
| 1946                                     | 1966                           | Pierre Bornet    | SFIO      |                                                         |
| 1966                                     | mars 2001                      | Simone Bornet    | SFIO - PS |                                                         |
| mars 2001                                | 2014                           | François Gauthé  | SE        |                                                         |
| 2014                                     | mai 2020                       | Monique Chamard  |           |                                                         |
| mai 2020                                 | février 2023                   | Yves Perraudin   |           | Cadre retraité Démissionnaire                           |
| juin 2023                                | En cours (au 30 novembre 2023) | Audrey Billoué   |           | Technicienne forestière                                 |

## Population et société

### Démographie
L'évolution du nombre d'habitants est connue à travers les recensements de la population effectués dans la commune depuis 1793. Pour les communes de moins de 10 000 habitants, une enquête de recensement portant sur toute la population est réalisée tous les cinq ans, les populations de référence des années intermédiaires étant quant à elles estimées par interpolation ou extrapolation. Pour la commune, le premier recensement exhaustif entrant dans le cadre du nouveau dispositif a été réalisé en 2008.

En 2022, la commune comptait 293 habitants, en évolution de −9,01 % par rapport à 2016 (Nièvre : −3,28 %, France hors Mayotte : +2,11 %).
| 1793 | 1800 | 1806 | 1821  | 1831  | 1836  | 1841  | 1846  | 1851  |
| ---- | ---- | ---- | ----- | ----- | ----- | ----- | ----- | ----- |
| 801  | 830  | 804  | 1 072 | 1 089 | 1 140 | 1 151 | 1 193 | 1 157 |

| 1856  | 1861  | 1866  | 1872  | 1876  | 1881  | 1886  | 1891  | 1896  |
| ----- | ----- | ----- | ----- | ----- | ----- | ----- | ----- | ----- |
| 1 268 | 1 256 | 1 286 | 1 303 | 1 367 | 1 357 | 1 339 | 1 261 | 1 168 |

| 1901  | 1906  | 1911  | 1921  | 1926 | 1931 | 1936 | 1946 | 1954 |
| ----- | ----- | ----- | ----- | ---- | ---- | ---- | ---- | ---- |
| 1 120 | 1 164 | 1 115 | 1 002 | 911  | 836  | 767  | 715  | 724  |

| 1962 | 1968 | 1975 | 1982 | 1990 | 1999 | 2006 | 2008 | 2013 |
| ---- | ---- | ---- | ---- | ---- | ---- | ---- | ---- | ---- |
| 670  | 581  | 514  | 396  | 345  | 344  | 346  | 347  | 338  |

| 2018 | 2022 | - | - | - | - | - | - | - |
| ---- | ---- | - | - | - | - | - | - | - |
| 297  | 293  | - | - | - | - | - | - | - |

## Culture locale et patrimoine

### Lieux et monuments
- Château de Vandenesse  Inscrit MH (1998)[27], maison forte du XIVe siècle.
- Moulin de Nourry au hameau Nourry.
- Eglise paroissiale Saint-Saturnin, construite en 1858 sur les plans de Louis Lenormand[28].
- L'ancien haut fourneau de Chèvres est construit en 1805 par le duc de Talleyrand Périgord Chalais sur l'étang de Chèvres et qui utilise du minerai d'Isenay, de Pouligny et de Vandenesse. Le haut fourneau est arrêté vers 1854 et est démoli. Les bâtiments annexes sont reconvertis pour constituer la ferme actuelle[29].
- Croix monumentale en ferronnerie datée de  1822 placée sur un  piédestal daté 1860, au lieu-dit Le Mousseau[30].

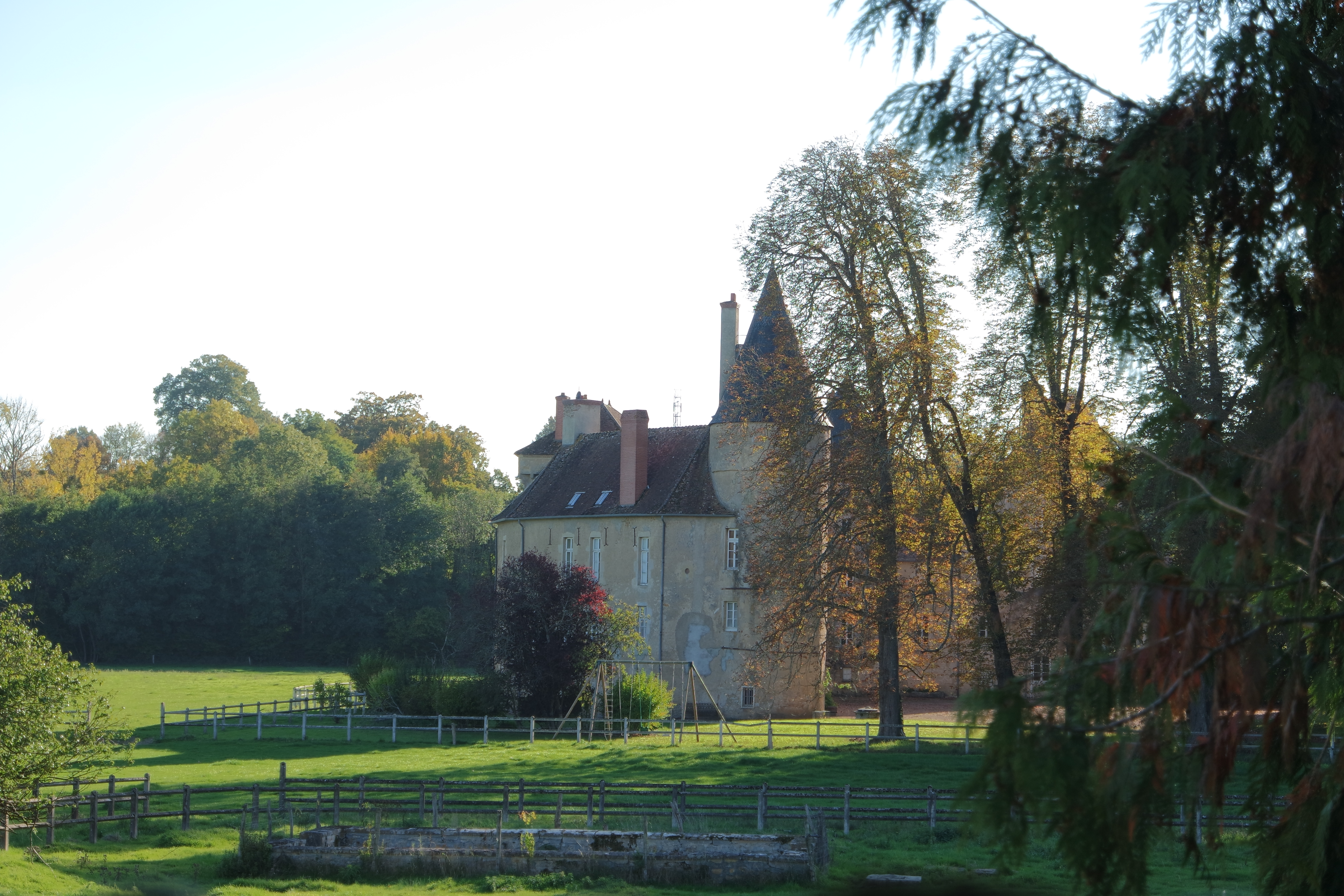
Le château de Vandenesse.
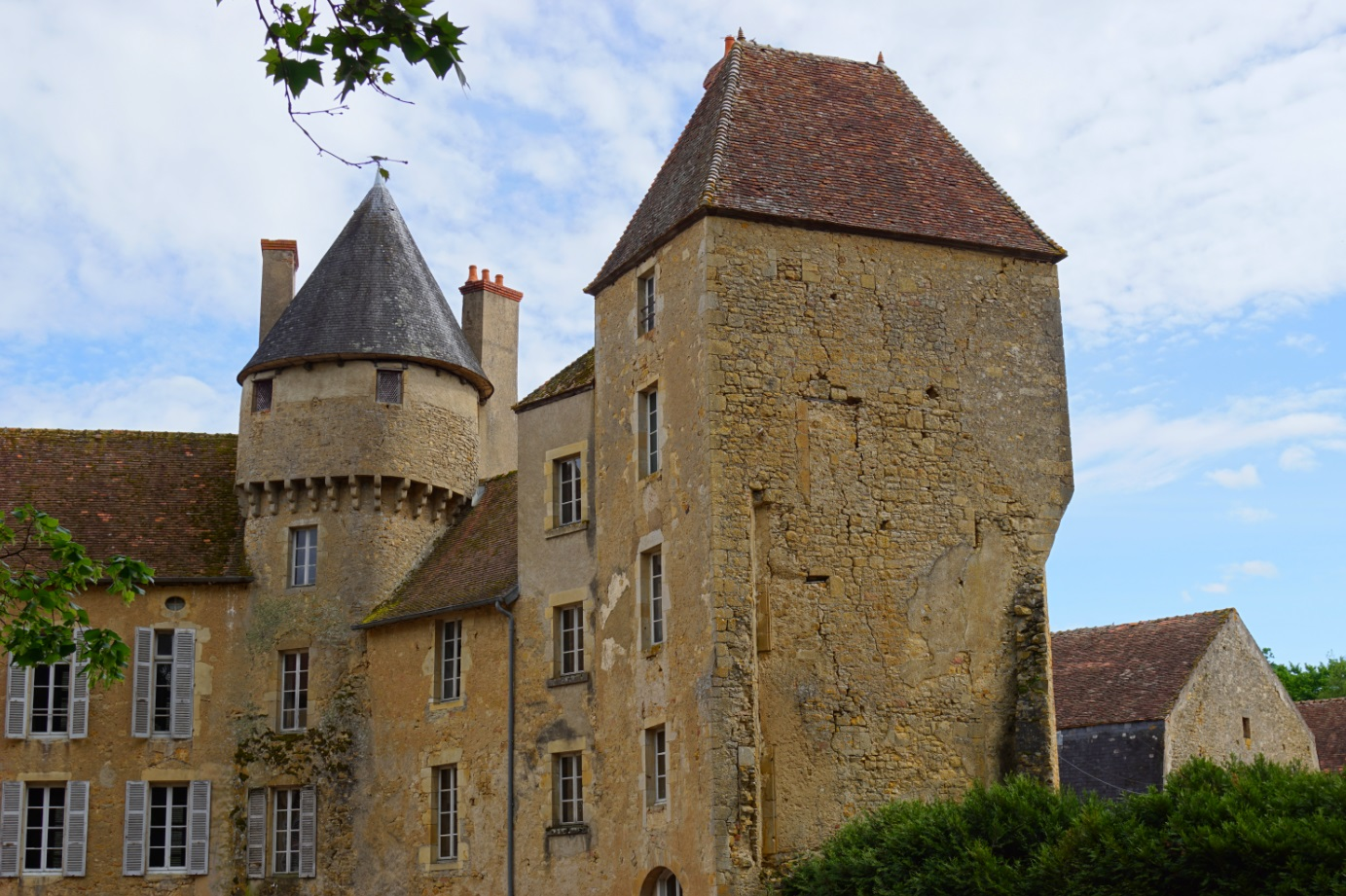
Le château de Vandenesse.
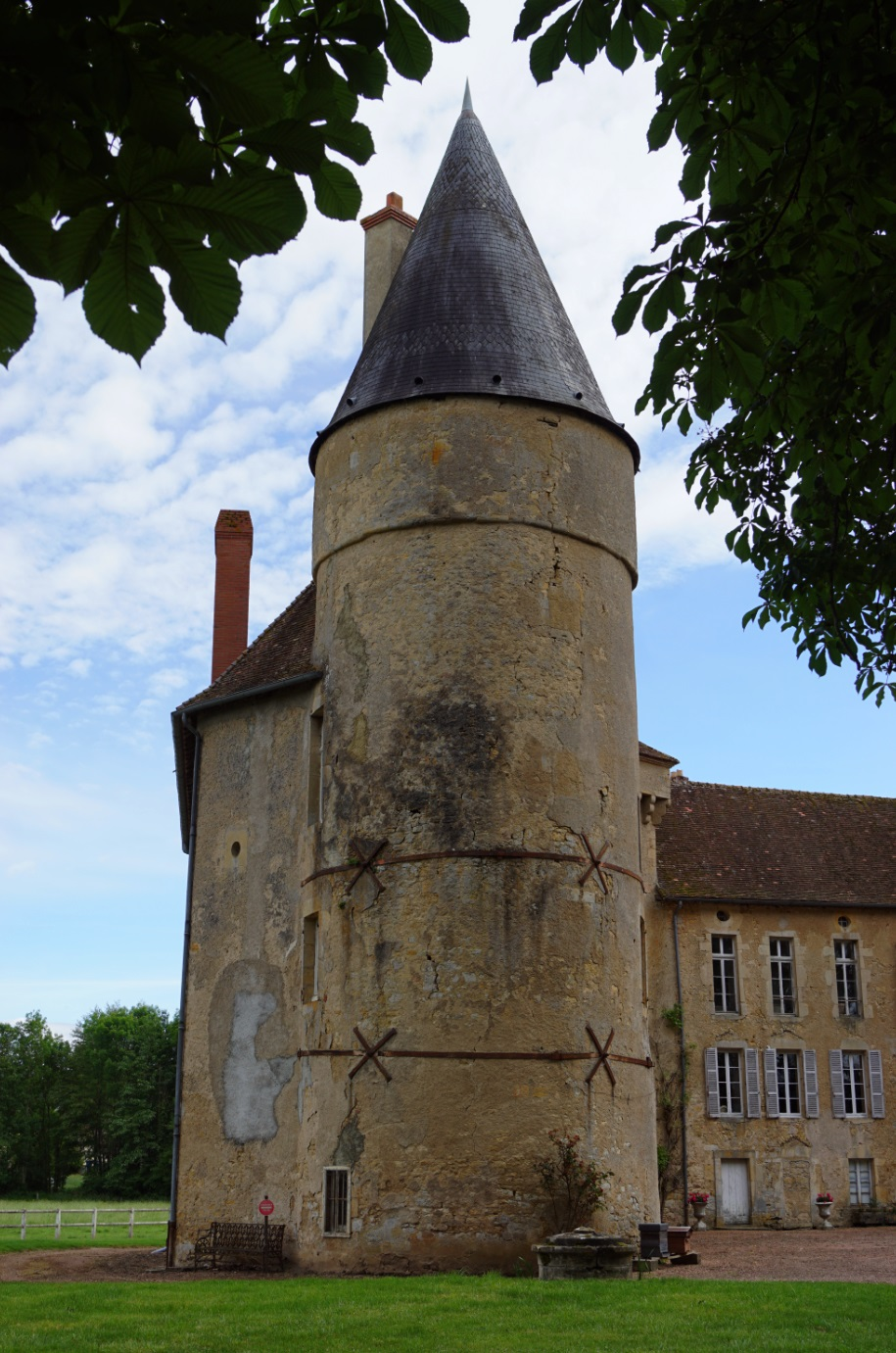
Le château de Vandenesse.
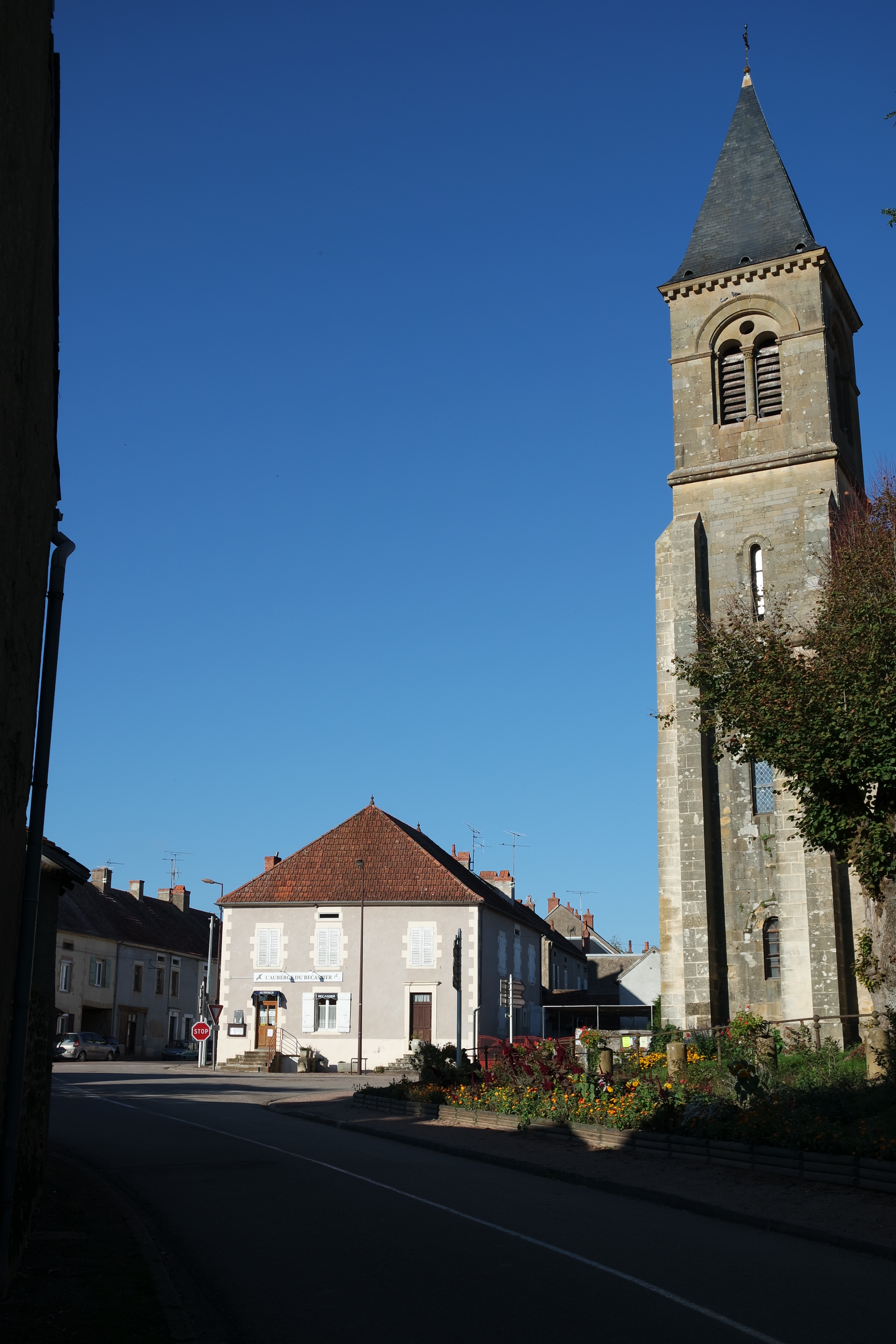
L'église.

### Personnalités liées à la commune
- Guillaume Tollet (né à Moulins-Engilbert en 1735, mort en 1805), curé du village de Vandenesse puis élu évêque constitutionnel de la Nièvre en 1791 et qui y reste jusqu'au Concordat de 1801 où le diocèse de Nevers est rattaché (jusqu’en 1823) à celui d’Autun nouvellement créé, et élu aussi président du Directoire (conseil général) de la Nièvre en 1792.
- Louis Coulon (1826-1916), ouvrier à Montluçon et syndicaliste né à Vandenesse. Connu pour avoir eu la deuxième plus grande barbe au monde (plus de 3 m 30) à la fin du XIXe siècle.
- Famille de Talleyrand-Périgord, seigneurs puis châtelains de Vandenesse de 1781 à 1883 (soit 102 ans) sur trois générations, dont Hélie-Louis (dernier) prince de Chalais, (1809-1883), sans descendant direct et donc dernier du nom. Hélie-Louis fit construire la nouvelle église (Saint-Saturnin) du village (sur la place du bourg) : début des travaux : 4 juillet 1858, inauguration le 1er octobre 1859. L’ancienne église, datant du XIIe siècle, (actuellement au 2, rue du Gué), est transformée en habitation[réf. nécessaire].

### Vendenesse dans les arts et la culture
Honoré de Balzac a utilisé le nom de Vandenesse pour plusieurs de ses héros de La Comédie humaine : Charles de Vandenesse (La Femme de trente ans, 1834) ; Félix de Vandenesse (Le Lys dans la vallée, 1836) ; Marie-Angélique de Vandenesse, Une fille d'Ève (1838).
A la fin du film Les Amants (film, 1958) de Louis Malle, les deux héros Jeanne Moreau et Jean-Marc Bory  mangent à Vandenesse et quittent le village enlacés dans la 2cv, certains et terrifiés de leur amour réciproque.

## Pour approfondir